# 原田準平
原田 準平（はらだ じゅんぺい、1898年10月5日 - 1992年4月7日）は、日本の鉱物学者。理学博士（東京帝国大学）。

## 人物
神奈川県横浜市生まれ。1924年、東京帝国大学理学部卒業。1925年、熊本高等工業学校教授・第五高等学校教授。1929年、欧州の大学留学。1931年に北海道帝国大学理学部の地質学鉱物学教室創設とともに同助教授となり、1932年、同理学部教授。1939年　東京帝国大学 理学博士 「本邦産硼素鉱物の研究」。1947年北海道大学理学部教授。 1958年、理学部長。1962年に定年退官。北海道大学名誉教授。同年、新設の旭川工業高等専門学校校長となり、1970年に退職。1972年、旭川工業高等専門学校名誉教授。1977年に北海道測量専門学校校長。1982年に退職。北海道測量専門学校名誉校長。1952年から1956年まで日本鉱物学会初代会長を務めた。1992年4月7日老衰による心肺不全のため八王子市内の病院にて逝去。
1962年北海道科学技術賞。1963年北海道総合開発知事賞。1968年叙勲二等授旭日重光章。1992年叙従三位など多くの綬章をした。
地質学出身の経歴を生かし、野外で採取した鉱物の物理学的・化学的性質と、その産出状態との関係を重視した。鉱物学と鉱床学の橋渡しを行った人物であり、北海道の鉱業にも貢献した。
1982年、岩手県と鹿児島県で発見された新鉱物が原田石（haradaite）と命名された。

## 著書
- 原田準平　『ジョーリー説による地殻の輪廻』　古今書院、1928。
- 原田準平　『鉱物概論』　岩波書店〈岩波全書〉、1957。
- 原田準平　『鉱物概論 第2版』　岩波書店〈岩波全書〉、1973、ISBN 4-00-021191-9。

## 註
1. ↑  『北海道人物・人材情報リスト　2004　あ～お』日外アソシエーツ、2003、1729頁
2. ↑  秋葉力「原田準平先生のご逝去を悼む」『地質学雑誌　98巻8号』1992.8、821頁
3. ↑  博論データベース
4. ↑  上掲『北海道人物・人材情報リスト　2004　あ～お』1729頁
5. 1 2  上掲『地質学雑誌　98巻8号』822頁
6. ↑  『現代物故者事典　1991～1993』日外アソシエーツ、1994、487頁
7. ↑  益富寿之助「原田準平先生を偲びて」「故人略歴」『地学研究　41巻2号』1992.6、130－131頁